# 날아라 병아리
〈날아라 병아리〉는 대한민국의 록 밴드 N.EX.T(넥스트)가 1994년 발매한 2집 앨범 《The Return of N.EX.T Part 1: The Being》의 타이틀곡이자 수록곡이다. 발표 당시 신해철이 어릴 적 키웠던 병아리 '얄리'에 관한 자전적인 이야기를 노래에 담아 화제가 되었다. 유년 시절 자신이 그토록 아끼던 '얄리'가 죽자 비로소 죽음이 어떤 것인지를 깨닫고 그리워하면서 애도하는 뜻의 내용이 가사의 주된 내용이다.